# Diether Röth
Diether Röth (* 20. November 1923 in Mühlhausen/Thüringen) ist ein deutscher Verleger und Märchenforscher.

## Leben
Röth studierte Germanistik, Kunstgeschichte und Volkskunde an der Universität Göttingen und war dort zeitweise wissenschaftliche Hilfskraft am „Niedersächsischen Wörterbuch“. 1959 promovierte er mit einer Arbeit über die von Ernst Robert Curtius initiierte Toposforschung.
1955 übernahm er die Leitung der Zweigstelle des in Eisenach (damals DDR) ansässigen Erich-Röth-Verlags in Kassel und wurde 1971 nach dem Ableben seines Vaters Inhaber. Er setzte die bereits 1928 von Erich Röth begonnene und 1949 erneut aufgegriffene Reihe Das Gesicht der Völker mit erstmals veröffentlichten Volksdichtungstexten aus allen fünf Erdteilen mit fachwissenschaftlicher Vertiefung und dem Untertitel „Dokumentation des Märchens“ fort (47 Bände und über 1000 Erstveröffentlichungen). 22 dieser Bände sind von ihm märchenkundlich kommentiert und nach dem internationalen Katalog (AT) bestimmt.
Ab 1958 erschienen in seinem Verlag Die große Maskenkunde von Heinz Lucas, ab 1963 hessische volkskundliche Schriften und solche des Kasseler Magistrats (Brüder Grimm, Louis Spohr u. a.), 1964 die Selbstbiografie des Hopi-Indianers Don C. Talayeswa, und andere. Seit 1976 erfolgten Co-Produktionen mit Märchenausgaben des Gustav Kiepenheuer-Verlags Weimar als Die Morgenlandbücher.
Seit 1961 erfolgte die Auslieferung der Reihe Feenmäre des Berner Sinwel-Verlags (ab 1964 in Bern und Kassel) und 1962–1990 die des Budapester Corvina-Verlags für die gesamte Bundesrepublik und die deutschsprachige Schweiz. Seit 1976 erfolgten Co-Produktionen der Märchenausgaben des Gustav Kiepenheuer-Verlags Weimar als „Die Morgenlandbücher“. Ab 1979 verlegte er die Griechische Bibliothek von Isidora Rosenthal-Kamarinea, ab 1982 seine Reihe Deutsche Sagen (unveröffentlichte Texte).  1979 wurde Diether Röth Verleger der Europäischen Märchengesellschaft (EMG) mit Sitz in Rheine und von 1979 bis 1988 Redakteur ihrer Veröffentlichungen (VEMG).
Als seine 1975 bezogenen Verlagsräume für ein Gemeindezentrum beansprucht wurden, verkaufte er 1990 seinen Verlag nach Regensburg. Er veröffentlichte Aufsätze im Märchenspiegel und gab ab 2006 den wissenschaftlichen Nachlasses seines 1971 verstorbenen Vaters Erich Röth heraus.

## Auszeichnungen
- 1991: Bundesverdienstkreuz (Verdienstmedaille)
- 2003: Europäischer Märchenpreis

## Schriften
- Schöpfung und Urzeit bei afrikanischen Völkern. VEMG 19, 1983
- Märchen in der Dritten Welt (als Mitherausgeber) VEMG Band 12. Kassel 1987
- Märchen und Märchenforschung in Europa. Ein Handbuch (hrsg. mit Walter Kahn). Frankfurt/M. 1993
- Zur Altersbestimmung der Märchen. Märchenspiegel 4/1994
- Kleines Typenverzeichnis der Europäischen Zauber- und Novellenmärchen. Baltmannsweiler 1998, erweitert 2004
- Arabische Märchen aus dem Weihrauchland (neu hrsg. und kommentiert). Bern 2001
- Initiation und goldener Zahn. Märchenspiegel 1/2004
- Märchenforscher - Märchenverleger. Ein Selbstporträt. Märchenspiegel 3/2007
- Herbstgemäuer. Lyrische Texte. Weimar 2007